# Infernal Love
Infernal Love è un album in studio del gruppo musicale nordirlandese Therapy?, pubblicato nel 1995.

## Tracce
1. Epilepsy – 3:50
2. Stories – 3:11
3. A Moment of Clarity – 6:02
4. Jude the Obscene – 3:32
5. Bowels of Love – 2:53
6. Misery – 3:40
7. Bad Mother – 5:46
8. Me Vs You – 6:24
9. Loose – 3:00
10. Diane – 5:00
11. 30 Seconds – 5:25

## Formazione
Gruppo
- Andy Cairns - voce, chitarra
- Fyfe Ewing - batteria, percussioni, cori
- Michael McKeegan - basso, cori, chitarra (in Bowels of Love)

Altri musicisti
- Martin McCarrick - violoncello
- Simon Clarke - sassofono
- Al Clay - cori, produzione